# Pieter Melvill van Carnbee (1816-1856)
Pieter baron Melvill van Carnbee ('s-Gravenhage, 20 mei 1816 - Weltevreden, 24 oktober 1856) was een Nederlands marine-officier en cartograaf.

## Biografie
Melvill was lid van de familie Melvill van Carnbee en een zoon van luitenant-ter-zee Isaäc August baron Melvill van Carnbee (1780-1845) en jkvr. Johanna Jacoba Wilhelmina Louisa de Salis (1793-1876); hij was genoemd naar zijn grootvader, de viceadmiraal Pieter Melvill van Carnbee (1743-1826). Hij trouwde in 1853 met jkvr. Louise Wilhelmina Geertruida Jacoba de Kock (1835-1854), kleindochter van gouverneur-generaal Hendrik Merkus baron de Kock (1779-1845). Uit het huwelijk werd een zoon geboren die nauwelijks een jaar oud werd.
Na zijn opleiding tot adelborst op het Koninklijk Instituut te Medemblik vertrok Melvill in 1835 op zijn eerste zeereis, naar Oost-Indië. Toen al begon hij met het maken van zeekaarten. In 1839 werd hij bevorderd tot luitenant-ter-zee en vertrok hij opnieuw naar Oost-Indië waar hij geplaatst werd bij het hydrografisch bureau van het Departement van Marine waar hij belast werd met het vervaardigen van kaarten. De eerste was die van Java (1844). Daarna begon hij met de samenstelling van een algemene atlas van Nederland-Indië die de oude kaarten van Thomas Stamford Raffles moest vervangen. Deze atlas verscheen in 1853 en 1862 in twee delen, later in samenwerking met luitenant-kolonel Willem Frederik Versteeg (1824-1913). In 1856 werd hij bevorderd tot kapitein-luitenant en werd aangesteld tot directeur van de marine op het eiland Onrust waar juist een droogdok was geïnstalleerd. Dit eiland was berucht vanwege de koortsen, waar hij dan ook al snel aan leed en even later aan bezweek. Op het eiland is een herdenkingsmonument voor hem opgericht.